# 何录春
何录春（1971年4月18日—），男，汉族，湖南安仁县人，中国共产党党员，中华人民共和国政治人物。曾任广西壮族自治区贵港市委书记，青海省人民政府副省长等职务。现任中共青海省委常委、政法委书记。

## 生平
2011年5月至2013年12月，任中共郴州市苏仙区委书记。
2013年12月，转任衡阳市常宁市委书记，直到2015年去职。2014年12月升任中共衡阳市委常委、组织部长，期间尚兼任中共衡阳市委统战部长。2017年1月当选为衡阳市人民政府副市长。2017年5月至2018年9月，任湖南省扶贫开发办公室党组副书记、副主任。2018年8月至2019年3月，任永州市委副书记、政法委书记。2019年3月至2019年12月，任永州市委副书记，市政府市长。
2019年12月起，任中共广西壮族自治区贵港市委副书记、市长，中共贵港市委书记等职务。
2023年1月，任青海省人民政府副省长。
2024年12月，任中共青海省委常委、政法委书记。